# 소마 사토루 (모델)
소마 사토루(일본어: 相馬 理, 1996년 10월 23일 ~ )는 일본의 모델, 탤런트, 배우, 유튜버이다. 유튜브 '진야중 12시'의 성원이다. 시즈오카현 시즈오카시 출신이며, BOY NEXT DOOR 소속이다.